# Muzeum Lotnictwa w Belgradzie
Muzeum Lotnictwa w Belgradzie (serb. Музеј ваздухопловства у Београду, Muzej vazduhoplovstva u Beogradu) zostało założone w 1957 roku. przy Dowództwie Lotnictwa Wojskowego. Od 1989 roku muzeum mieści się w nowoczesnym, szklano-betonowym budynku na belgradzkim lotnisku Nikola Tesla.
Zbiory muzeum obejmują ok. 200 samolotów i helikopterów, z czego wewnątrz budynku zwiedzający mogą zobaczyć 50 i około 10 poza nim. Niektóre eksponaty nie są udostępnione zwiedzającym i czekają na renowację. Wśród nich do najcenniejszych należy jedyny zachowany w świecie włoski samolot myśliwski Fiat G.50.
W muzeum znajduje się także zrekonstruowany samolot Ivana Saricia, mieszkańca Suboticy, który jako pierwszy na terenie dzisiejszej Serbii odbył lot w 1910 roku.
Oprócz samolotów konstrukcji jugosłowiańskiej w muzeum znajduje się także kolekcja samolotów, które w okresie II wojny światowej znajdowały się w wyposażeniu wojsk jugosłowiańskich. Znajdują się tu m.in. takie samoloty, jak Hawker Hurricane, Supermarine Spitfire, Republic P-47 Thunderbolt, Jak-3, Ił-2, Me 109G-2 i inne. 
Po dokonanych przez NATO bombardowaniach terytorium FR Jugosławii, muzeum zdobyło wiele eksponatów, związanych z tym wydarzeniem. Najważniejsze są m.in. części amerykańskich myśliwców F-16 zestrzelonych przez jugosłowiańskich przeciwlotników. Czołowe miejsce w tej kolekcji zajmuje F-117 - jedyny zestrzelony przez nieprzyjaciela amerykański samolot o cechach obniżonej wykrywalności.

## Lista eksponatów

### Samoloty o napędzie śmigłowym
- Saric No I
- Nieuport 11 C.1 Bébé
- ZMaj Fizir FN
- Messerschmitt Bf 109
- Junkers Ju 52/3m

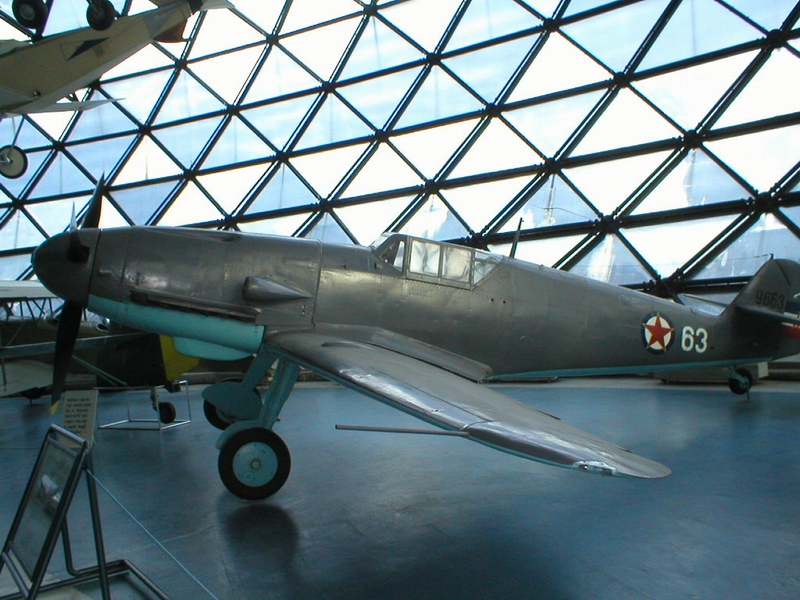
Samolot Messerschmitt Bf 109 w belgradzkim Muzeum Lotnictwa

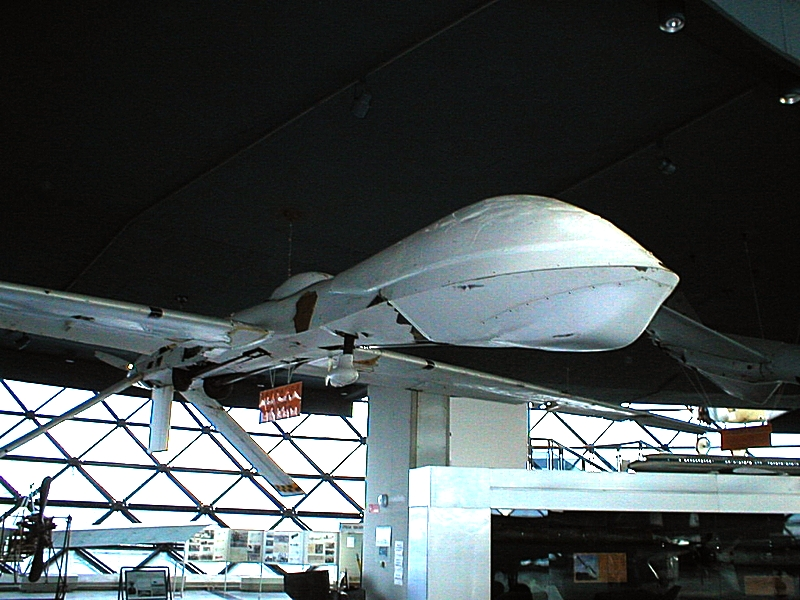
RQ-1 Predator

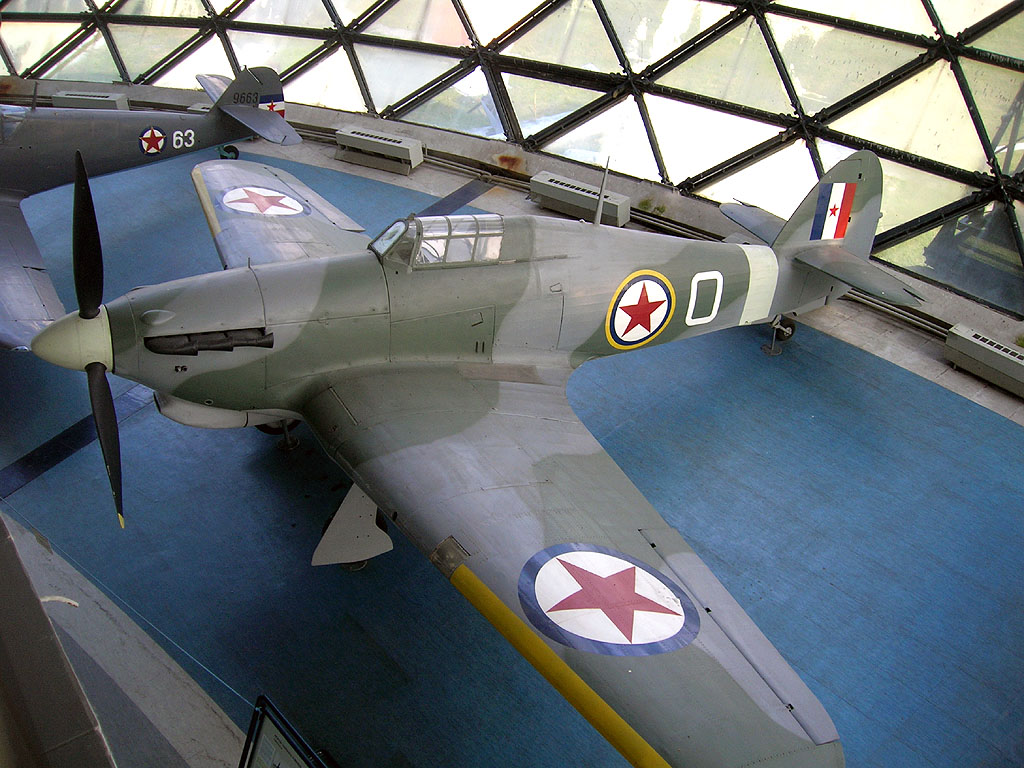
Hawker Hurricane Mk IVRP w barwach jugosłowiańskich

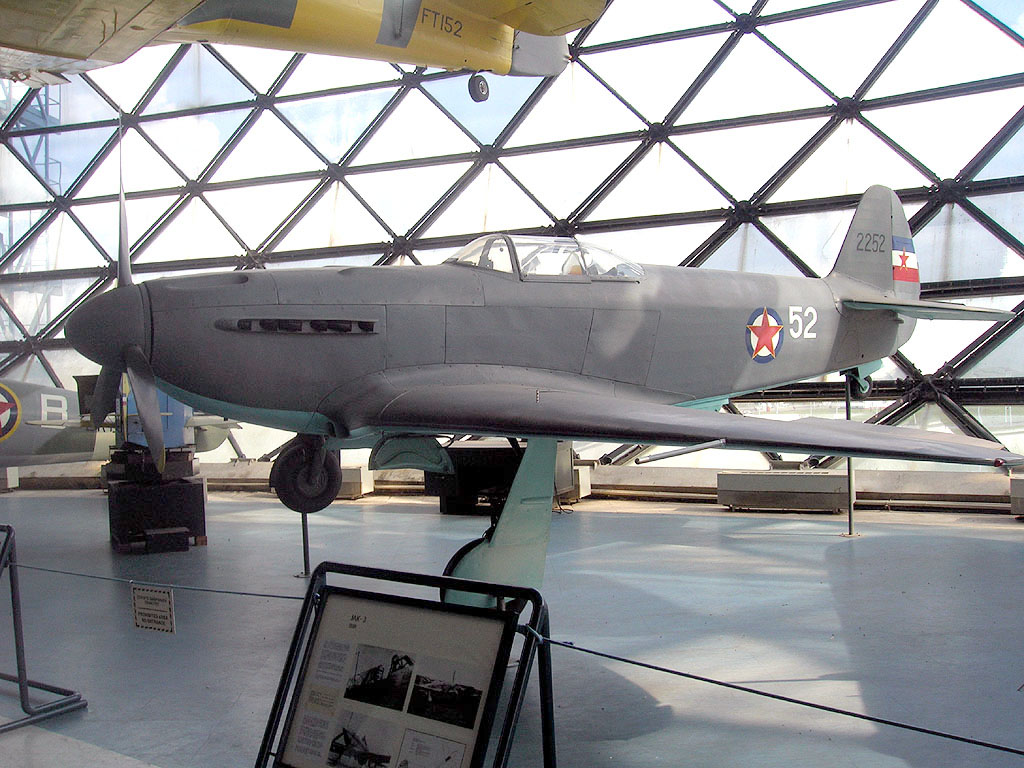
Jak-3

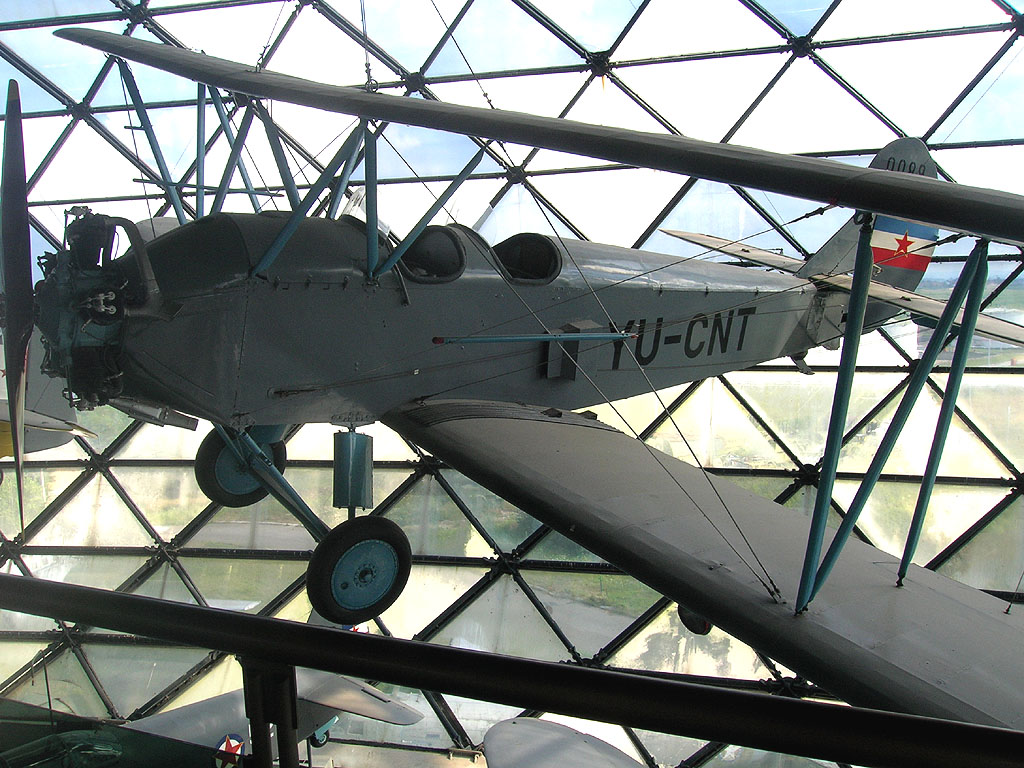
Polikarpow Po-2

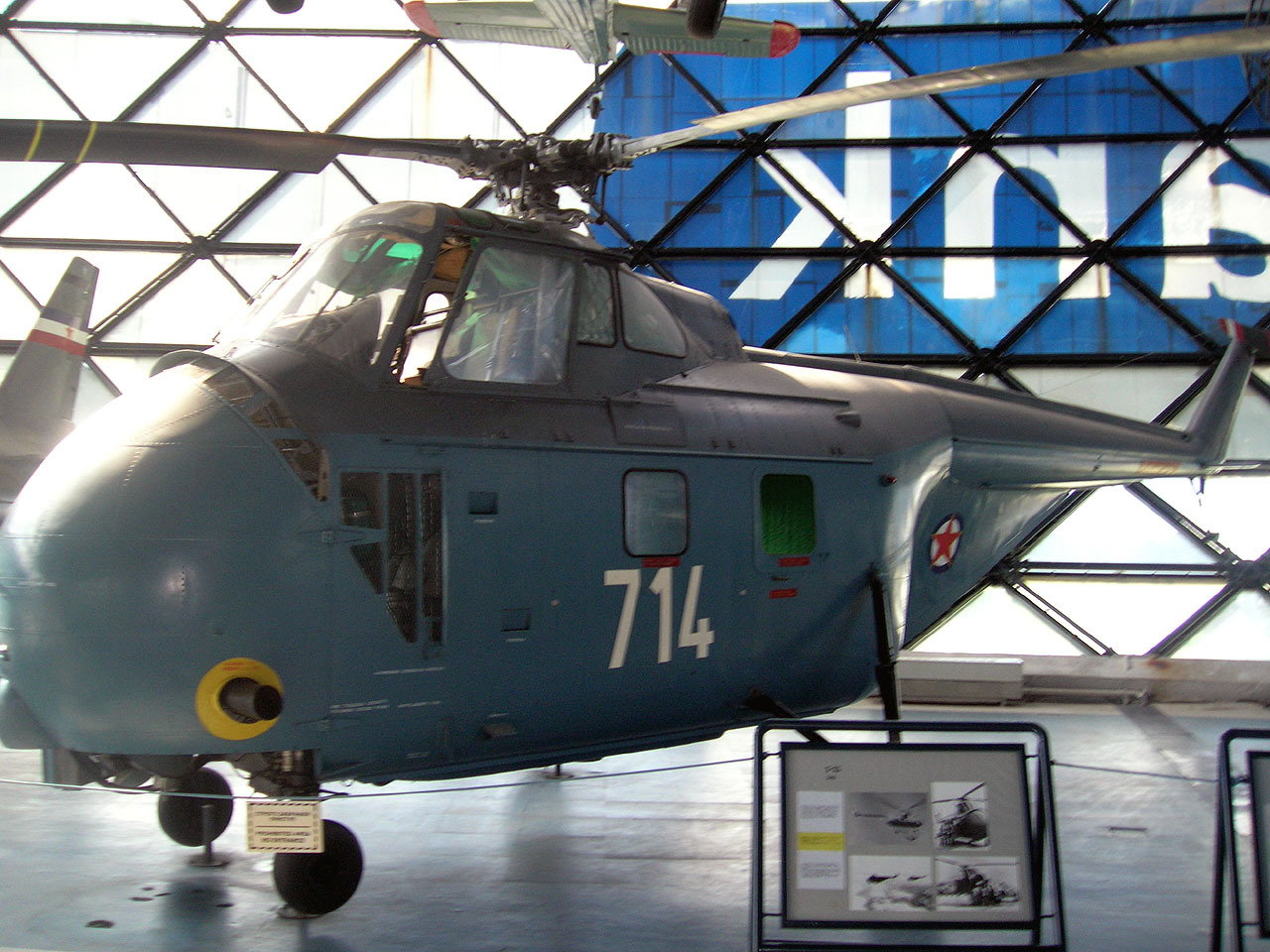
Sikorsky S-55

- Junkers Ju 87 - w trakcie rekonstrukcji
- Focke-Wulf Fw 190F
- Fiat G.50 - w trakcie rekonstrukcji
- Fieseler Fi 156C Storch
- Bücker Bü 131 Jungmeister
- Hawker Hurricane Mk IVRP
- Spitfire LF Mk VC
- P-51 Mustang
- P-38 Lightning - w trakcie rekonstrukcji
- Republic P-47D Thunderbolt
- De Havilland Tiger Moth
- North American T-6 Texan
- Polikarpow Po-2
- Jakowlew Jak-3
- Jakowlew Jak-9P
- Iljuszyn Ił-2m
- Petliakow Pe-2
- Li-2
- Ikarus Aero 2
- Ikarus 451
- Ikarus S-49C
- Lola Utva 213
- SOKO 522
- Letov KB-6 Matajur
- Utva 65-S Privrednik
- Utva 66
- SOKO J-20 Kraguj
- Douglas DC-3
- Douglas C-47 Skytrain
- De Havilland Dove
- Ił-14P
- Short Sealand Mk I Amphibian
- Antonow An-2
- Antonow An-12B
- De Havilland Canada DHC-2 Beaver
- RQ-1 Predator UAV

### Odrzutowce
- Lockheed T-33A
- Republic F-84G Thunderjet
- North American F-86D Sabre
- Net F Mk1
- MiG-21F
- SOKO J-21 Jastreb
- SOKO J-22 Orao
- SOKO G-2 Galeb
- SOKO G-4 Super Galeb
- Ikarus 451M
- Folland Gnat
- MiG-23 MLD w irackich barwach
- Caravelle SE 210
- McDonell Douglas F-16 (wrak)
- Lockheed F-117 Nighthawk (wrak)
- BGM-109 Tomahawk (wrak)

### Szybowce
- Ikarus Košava
- Orao
- Vrabac
- Mačka
- Roda
- Jastreb

### Śmigłowce
- Sikorsky/Westland WS-51 Mk IB
- Sikorsky (SOKI) S-55-5
- Hiller H-23 - w trakcie rekonstrukcji
- Mil Mi-2
- Mil Mi-4A
- Mi-8
- Ka-25
- Ka-28